# Montjean-sur-Loire

Montjean-sur-Loire este o comună în departamentul Maine-et-Loire, Franța. În 2009 avea o populație de 2,849 de locuitori.